# Mistrzostwa Polski w piłce siatkowej mężczyzn (1933)
Mistrzostwa Polski w piłce siatkowej mężczyzn 1933 – 5. edycja rozgrywek o mistrzostwo Polski w piłce siatkowej mężczyzn. Rozgrywki miały formę turnieju rozgrywanego w Toruniu. W turnieju mogły wziąć udział drużyny, które zwyciężyły w eliminacjach okręgowych.

## Rozgrywki
Uczestniczące w mistrzostwach drużyny zostały podzielone na dwie grupy, z których do finału kwalifikowały się po dwa zespoły. W grupach i w finale grano systemem "każda drużyna z każdą".
- Grupa I północna: AZS Warszawa, TG Sokół Poznań, Ognisko Wilno, Jagiellonia Białystok

 Wyniki grupy I 
| Data       | Drużyna 1     | Wynik | Drużyna 2             | Sety               |
| ---------- | ------------- | ----- | --------------------- | ------------------ |
| 10.06.1933 | AZS Warszawa  | 2:0   | Sokół Poznań          | 15:0,15:4          |
| 10.06.1933 | Ognisko Wilno | 2:0   | Jagiellonia Białystok | 16:14, 15:4        |
|            |               |       |                       |                    |
| 10.06.1933 | Ognisko Wilno | 2:0   | Sokół Poznań          | 15:9, 15:7         |
| 11.06.1933 | AZS Warszawa  | 2:1   | Ognisko Wilno         | 11:15, 16:14, 15:9 |
|            |               |       |                       |                    |
| 11.06.1933 | Sokół Poznań  | 2:0   | Jagiellonia Białystok |                    |
| 11.06.1933 | AZS Warszawa  | 2:1   | Jagiellonia Białystok |                    |

- Grupa II południowa: Cracovia, YMCA Łódź, GKS Toruń, PZP Królewska Huta

 Wyniki grupy II
| Data       | Drużyna 1 | Wynik | Drużyna 2          | Sety |
| ---------- | --------- | ----- | ------------------ | ---- |
| 10.06.1933 | GKS Toruń | 2:0   | PZP Królewska Huta |      |
| 10.06.1933 | YMCA Łódź | 2:0   | PZP Królewska Huta |      |
|            |           |       |                    |      |
| 10.06.1933 | Cracovia  | 2:0   | PZP Królewska Huta |      |
| 11.06.1933 | Cracovia  | 2:0   | GKS Toruń          |      |
|            |           |       |                    |      |
| 11.06.1933 | Cracovia  | 2:0   | YMCA Łódź          |      |
| 11.06.1933 | YMCA Łódź | 2:1   | GKS Toruń          |      |

W grupie finałowej zagrały: Cracovia, Ognisko Wilno, AZS Warszawa, YMCA Łódź.
 Wyniki fazy finałowej 
| Data       | Drużyna 1     | Wynik | Drużyna 2     | Sety |
| ---------- | ------------- | ----- | ------------- | ---- |
| 11.06.1933 | Cracovia      | 2:1   | AZS Warszawa  |      |
| 11.06.1933 | Cracovia      | 2:1   | Ognisko Wilno |      |
|            |               |       |               |      |
| 11.06.1933 | Cracovia      | 2:0   | YMCA Łódź     |      |
| 11.06.1933 | Ognisko Wilno | 2:0   | AZS Warszawa  |      |
|            |               |       |               |      |
| 11.06.1933 | Ognisko Wilno | 2:0   | YMCA Łódź     |      |
| 11.06.1933 | AZS Warszawa  | 2:0   | YMCA Łódź     |      |

Mecz o 5 miejsce
| Data       | Drużyna 1 | Wynik | Drużyna 2    | Sety |
| ---------- | --------- | ----- | ------------ | ---- |
| 11.06.1933 | GKS Toruń | 2:1   | Sokół Poznań |      |

Mecz o 7 miejsce
| Data       | Drużyna 1             | Wynik | Drużyna 2          | Sety |
| ---------- | --------------------- | ----- | ------------------ | ---- |
| 11.06.1933 | Jagiellonia Białystok | 2:0   | PZP Królewska Huta |      |

## Skład drużyny mistrza Polski
- Cracovia: F. Dudek, J. Klein, B. Pisz, J. Seifert, E. Skucha, W. Stefanik, K. Trytko, L. Lachmajer.

## Klasyfikacja końcowa
| Miejsce | Drużyna               |
| ------- | --------------------- |
| złoto   | Cracovia              |
| 2.      | Ognisko Wilno         |
| 3.      | AZS Warszawa          |
| 4.      | YMCA Łódź             |
| 5.      | GKS Toruń             |
| 6.      | TG Sokół Poznań       |
| 7.      | Jagiellonia Białystok |
| 8.      | PZP Królewska Huta    |